# 215080 Kaohsiung
215080 Kaohsiung è un asteroide della fascia principale. Scoperto nel 2009, presenta un'orbita caratterizzata da un semiasse maggiore pari a 2,7915728 UA e da un'eccentricità di 0,1330475, inclinata di 4,47507° rispetto all'eclittica.
L'asteroide è dedicato all'omonima città di Taiwan.